# Rohingya (langue)
Cette page contient des caractères spéciaux ou non latins. S’ils s’affichent mal (▯, ?, etc.), consultez la page d’aide Unicode.
Le rohingya, ou ruáingga, est une langue indo-aryenne, proche du chittagonien, apparentée au bengali (avec lequel elle n’est cependant pas tout à fait mutuellement intelligible) et essentiellement parlée dans la région de Chittagong au Bangladesh et dans l’Arakan en Birmanie.
La langue rohingya a été transcrite dans plusieurs écritures :
- l’alphabet arabe dans sa variante ourdoue ;
- l’alphasyllabaire birman;
- l’alphabet hanifi, un nouvel alphabet dérivé de l’arabe avec l’addition de quatre caractères latins et birmans ;
- une adaptation récente de l’alphabet latin. Elle emploie les 26 lettres de A à Z et 2 lettres supplémentaires : Ç (pour le ɽ rétroflexe) et Ñ (dénotant une voyelle nasale). Pour représenter au plus près la phonologie rohingya, l’alphabet utilise également cinq voyelles accentuées (á, é, í, ó, ú).